# Dokumenty Sissona
Dokumenty Sissona – zestaw dokumentów wskazujących na to, że twórcy rewolucji październikowej byli agentami wywiadu Niemiec. Nazwa pochodzi od nazwiska amerykańskiego posła (ambasadora) Edgara Sissona, który w Petersburgu w 1917  r. za kwotę 25 000 USD zakupił dokumenty opublikowane w Waszyngtonie w 1918 r.
Przeważająca część dokumentów była opatrzona datami od 27 października 1918 r. do marca 1919 r. i zawierała materiały zebrane przez kontrwywiad sztabu armii rosyjskiej, który nie zaprzestał swojej działalności po zwycięstwie rewolucji październikowej, raporty agentów niemieckich i notatki z podsłuchiwanych rozmów telefonicznych. Uwagi na marginesach niektórych z nich miały być robione przez Trockiego, Joffego i Dzierżyńskiego. Całą tekę zawierającą tajną i poufną korespondencję kupił przedstawiciel US Committe of Public Information w Petersburgu, będący faktycznie oficerem amerykańskiego wywiadu – kapitan Edgar Sisson. Nabywca teki, wydając w 1931 r. pamiętnik pt. One hundred red days a personalchronicle of the Bolchevik Revolution pisał, że kupił je od E. P. Siemionowa, rosyjskiego dziennikarza z Wieczernyje wriemia. Siemionow miał być przedstawicielem dwu rewolucyjnych organizacji antybolszewickich, które weszły w posiadanie dokumentów w niezupełnie wyjaśnionych okolicznościach.